# Silnice II/189
Silnice II/189 je silnice II. třídy, která vede z Draženova ke hraničnímu přechodu Lísková / Waldmünchen. Je dlouhá 15,1 km. Prochází jedním krajem a jedním okresem.

## Vedení silnice

### Plzeňský kraj, okres Domažlice
- Draženov (křiž. I/22, I/26, III/19524)
- Klenčí pod Čerchovem (křiž. II/195, peáž s II/195)
- Capartice (křiž. III/19526)
- Černá Řeka
- Lísková (křiž. III/19514)